# Stephan Hain
Stephan Hain (Zwiesel, 27 settembre 1988) è un calciatore tedesco, attaccante svincolato.

## Carriera
Ha giocato 26 partite nella prima divisione tedesca e 51 partite nella seconda divisione tedesca con l'Augusta e 27 partite nella seconda divisione tedesca con il Monaco 1860. Dal 2016 al 2023 ha giocato nell'Unterhaching, tra la quarta e la terza divisione tedesca.

## Palmarès

### Club

#### Competizioni nazionali
- Fußball-Regionalliga: 1

Unterhaching: 2016-2017 (girone Baviera)